# Amerindis de la regió dels Everglades
|  | Aquest article tracta sobre Amerindis dels Everglades. Vegeu-ne altres significats a «Amerindis de Florida». |

Els amerindis de la regió dels Everglades arribaren a la península de Florida aproximadament fa 14.000-15.000 anys, probablement seguint la caça major. Els paleoamericans hi van trobar un paisatge de clima àrid que atreia plantes i animals adaptats a les praderies i condicions per matolls xèrics. Els animals grossos es van extingir a la Florida fa uns 11.000 anys. El canvi climàtic de fa 6500 anys va portar un paisatge més humit. Els paleoamericans s'adaptaren lentament a les noves condicions. Els arqueòlegs afirmen que les cultures foren el resultat de l'adaptació de pobles arcaics. Ells eren més adequats per als canvis ambientals que els seus avantpassats, i van crear moltes eines amb els recursos que tenien. Aproximadament fa 5000 anys, el clima va tornar a canviar de causar la inundació periòdica del Llac Okeechobee que va donar origen a l'ecosistema dels Everglades.
Dels pobles arcaics, dues tribus principals van sorgir a la zona: els calusa i els tekesta. Les descripcions escrites més antigues d'aquestes pobles venen dels exploradors espanyols que intentaven convertir i conquistar. Encara que vivien en societats complexes, queda poca evidència de la seva existència en l'actualitat. Els calusa eren més poderosos en nombre i estructura política. El seu territori es va centrar en l'actual Fort Myers, i es va estendre fins al nord de Tampa, cap a l'est fins al llac Okeechobee, i tan al sud com als Keys de Florida. Els tekesta vivien a la costa sud-est de la península de Florida al voltant de la badia de Biscayne i riu Miami. Les dues societats estaven ben adaptades a viure en els diferents ecosistemes de les regions dels Everglades. Viatjaven amb freqüència a través del cor dels Everglades, tot i que poques vegades hi van viure.
Després de més de 210 anys de relacions amb l'espanyols ambdues societats indígenes van perdre cohesió. Els registres oficials indiquen que els supervivents de la guerra i les malalties van ser transportats a l'Havana al segle xviii. Grups aïllats poden haver estat assimilats a la nació seminola que es va formar al nord de Florida quan un grup de membres supervivents creeks consolidaren llurs societats precolombines a Florida pel seu compte per esdevenir una tribu diferent. Els seminoles van ser confinats als Everglades per l'exèrcit estatunidenc durant les Guerres Seminola de 1835 a 1842. L'exèrcit dels Estats Units va perseguir els seminoles a la regió, el que va donar lloc a algunes de les primeres exploracions registrades de gran part de la zona. Els seminoles segueixen vivint a la regió dels Everglades, i es mantenen mateixos amb casinos en sis reserves a tot l'estat.

## Pobles prehistòrics
| Període                     | Dates                                           |
| --------------------------- | ----------------------------------------------- |
| Paleoamerindi               | 10,000–7,000 BCE                                |
| Arcaic: Inicial Mitjà Tardà | 7,000–5,000 BCE 5,000–3,000 BCE 3,000–1,500 BCE |
| Transicional                | 1,500–500 BCE                                   |
| Glades I                    | 500 BCE–800 CE                                  |
| Glades II                   | 800–1200                                        |
| Glades III                  | 1200–1566                                       |
| Històric                    | 1566–1763                                       |

Els éssers humans primer van habitar la península de la Florida fa uns 14.000 a 15.000 anys, quan es veia molt diferent. La costa oest estendre sobre 160 km a l'oest de la seva ubicació actual. El paisatge tenia grans dunes i vents secs característics d'una regió àrida, i les mostres de pol·len mostren que el fullatge es limitava a petits rodals de roure i matolls. Com els gels glacial es retiraren de la Terra, els vents es va desaccelerar i la vegetació es va fer més freqüent i variada. La dieta dels paleoamericans era dominada per plantes petites i animals salvatges, que incloïa dents de sabre, peresós gegant, i ós d'ulleres. La megafauna del Plistocè va morir fa uns 11.000 anys. Fa uns 6.500 anys el clima de Florida va canviar de nou durant l'òptim climàtic de l'Holocè i es va convertir en molt més humit. Els paleoamericans passaren més temps en els campaments i menys temps viatjant entre les fonts d'aigua.
Els paleoamerindis que van sobreviure són ara coneguts com a pobles arcaics de la península de Florida. Hi vivien després de l'extinció de la majoria de la caça major i eren principalment caçadors-recol·lectors que depenien de la caça menor i el peix. Depenien més de les plantes per alimentar-se que els seus avantpassats. Van ser capaços d'adaptar-se al clima canviant i el canvi resultant de les poblacions d'animals i plantes.
Florida va experimentar una perllongada sequera en l'inici de l'era Arcaica primerenca que es va perllongar fins al període Arcaic Mitjà. Tot i que la població va disminuir en general a la península, l'ús d'eines va augmentar significativament durant aquest temps. Els artefactes demostren que aquestes persones utilitzen trepants, ganivets, picadores, atlatls, i  punxons fets de pedra, banya, i os.
Durant el període Arcaic Tardà, el clima es va tornar novament més humit i aproximadament en 3000 aC l'augment del nivell freàtic va permetre un augment de la població. També es va dur a terme el desenvolupament cultural. Els amerindis de Florida van formar en tres cultures similars però diferents: Okeechobee, Caloosahatchee i Glades, el nom de les masses d'aigua on estaven centrades.
La cultura Glades és dividida en tres períodes basats en les evidències trobades en cloïssers. El 1947 L'arqueòleg John Goggin va descriure els tres períodes després d'examinar cloïssers. Es va excavar un a Matecumbe Key, un altre a Gordon Pass prop de l'actual Naples, i una tercera al sud del llac Okeechobee prop de l'actual Belle Glade. La cultura Glades I, amb una durada de 500 aC a 800 CE, pel que sembla es va centrar al voltant de Gordon Pass i és considerada la menys sofisticada per la falta d'artefactes. El que s'ha trobat, principalment terrisseria, és feta de sorra i plana. Amb l'adveniment de la cultura ben establerta en 800 CE, el període Glades II es caracteritza per una ceràmica més ornativa, ampli ús d'eines a tota la regió sud de la Florida, i l'aparició d'artefactes religiosos en llocs d'enterrament. Per 1200, la cultura Glades III va mostrar l'altura del seu desenvolupament. La ceràmica esdevé prou ornamental per ser subdividida en tipus de decoració. Més important encara, l'evidència d'una cultura en expansió es revela a través de l'elaboració d'ornaments cerimonials fets de cloïssa, i la construcció de grans moviment de terres associats amb rituals funeraris. De la cultura Glades III es van desenvolupar dues tribus diferents que vivien en i prop dels Everglades: els calusa i el tekesta.

## Calusa

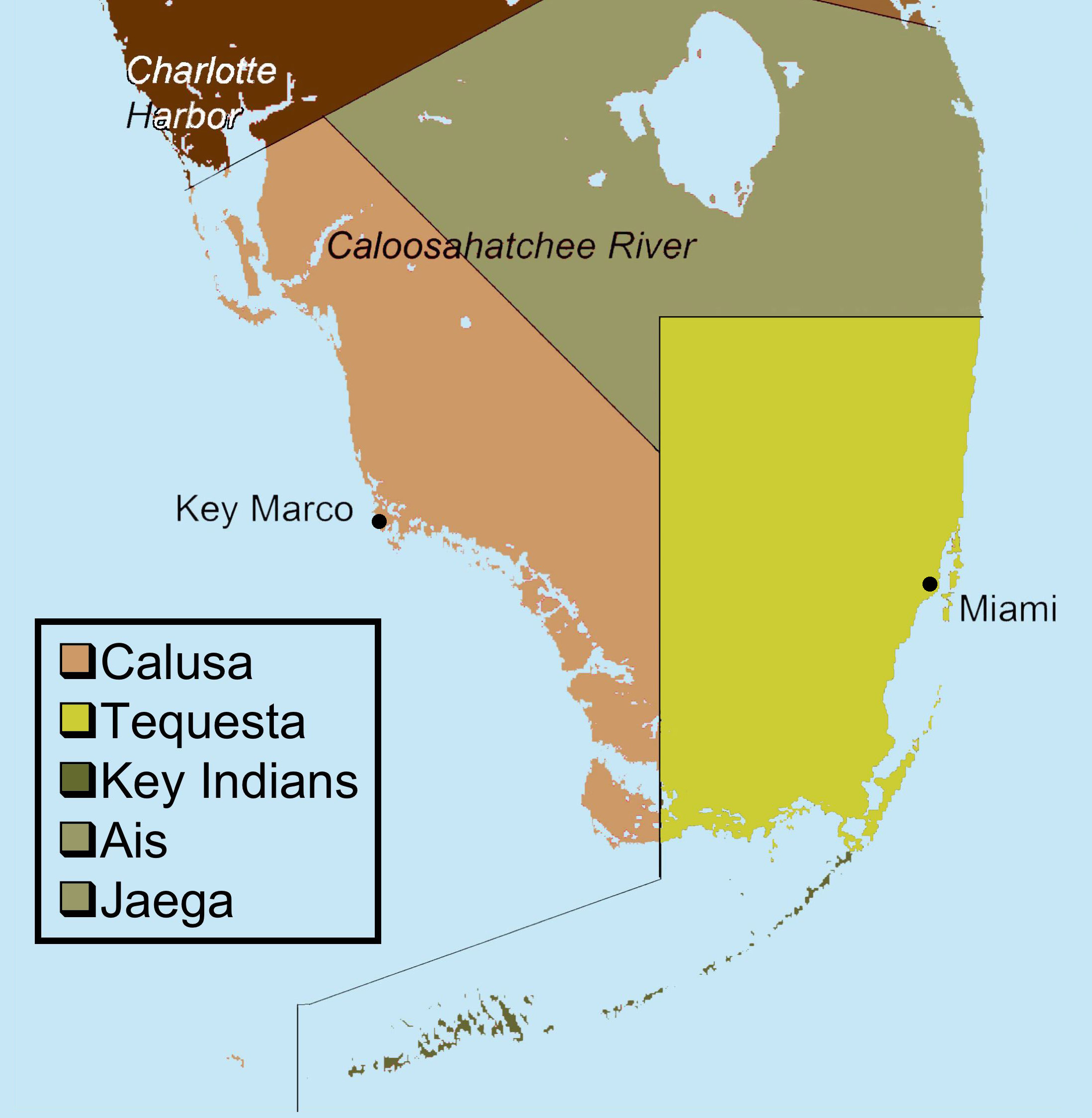
Subàrees arqueològiques de les tribus que vivien al voltant dels Everglades de 1513 a 1743

El que se sap dels habitants de la Florida després de 1566 és el que va ser registrat pels exploradors i colons europeus. Juan Ponce de León és acreditat com el primer europeu a tenir contacte amb els indígenes de la Florida en 1513. Ponce de León es va trobar amb l'hostilitat de les tribus que poden haver estat els ais i el tekesta abans de rodejar cap Sabre per trobar-se amb els calusa, la tribu més gran i poderosa al sud de Florida. Ponce de León es va trobar almenys un calusa que sabia parlar espanyol. L'explorador assumí que el parlant d'espanyol era de la Hispaniola, però els antropòlegs han suggerit que la comunicació i el comerç entre els valusa i els nadius de Cuba i els cais de Florida era habitual, o que Ponce de León no va ser el primer espanyol a fer contacte amb els natius de la Florida. Durant la seva segona visita al Sud de la Florida, Ponce de León va ser assassinat pels calusa, i la tribu va guanyar una reputació de violència, provocant que els futurs exploradors els evitessin. En més de dos segles els calusa van tenir relacions amb els espanyols, però van resistir els seus intents d'evangelitzar-los.
Els calusa eren coneguts com a Carlos pels espanyols, potser perquè sonava com a calos, una variació de la paraula muskogi kalo que volia dir ‘negre’ o ‘poderós’. La major part del que es coneix dels calusa prové de Hernando de Escalante Fontaneda. Fontaneda era un noi de 13 anys que fou l'únic supervivent qui va ser l'únic supervivent d'un naufragi davant les costes de Florida en 1545. Va viure durant disset anys amb els calusa fins que l'explorador Pedro Menéndez de Avilés el va trobar en 1566. Menéndez portà Fontaneda a Espanya on va escriure sobre les seves experiències. Menéndez es va acostar als calusa amb la intenció d'establir relacions amb ells per facilitar l'assentament de la futura colònia espanyola. El cap, o cacic, fou anomenat Carlos pels espanyols. A les posicions d'importància en la societat calusa se'ls va donar els noms adoptats Carles i Felip, transliterats de la tradició reial espanyola. Tanmateix, el cacic Carlos descrit per Fontaneda era el cap més poderós durant la colonització espanyola. Menéndez es va casar amb la seva germana amb la finalitat de facilitar les relacions entre espanyols i els calusa. Aquest arranjament era comú en les societats en els pobles del Sud de la Florida. La poligàmia era un mètode per resoldre disputes o resolució dels acords entre pobles rivals. Menéndez, però, ja estava casat i va expressar el malestar amb la unió. No podent evitar el matrimoni, va dur la germana de Carlos a l'Havana, on va ser educada i on s'informa que va morir anys més tard, sense consumar el matrimoni.

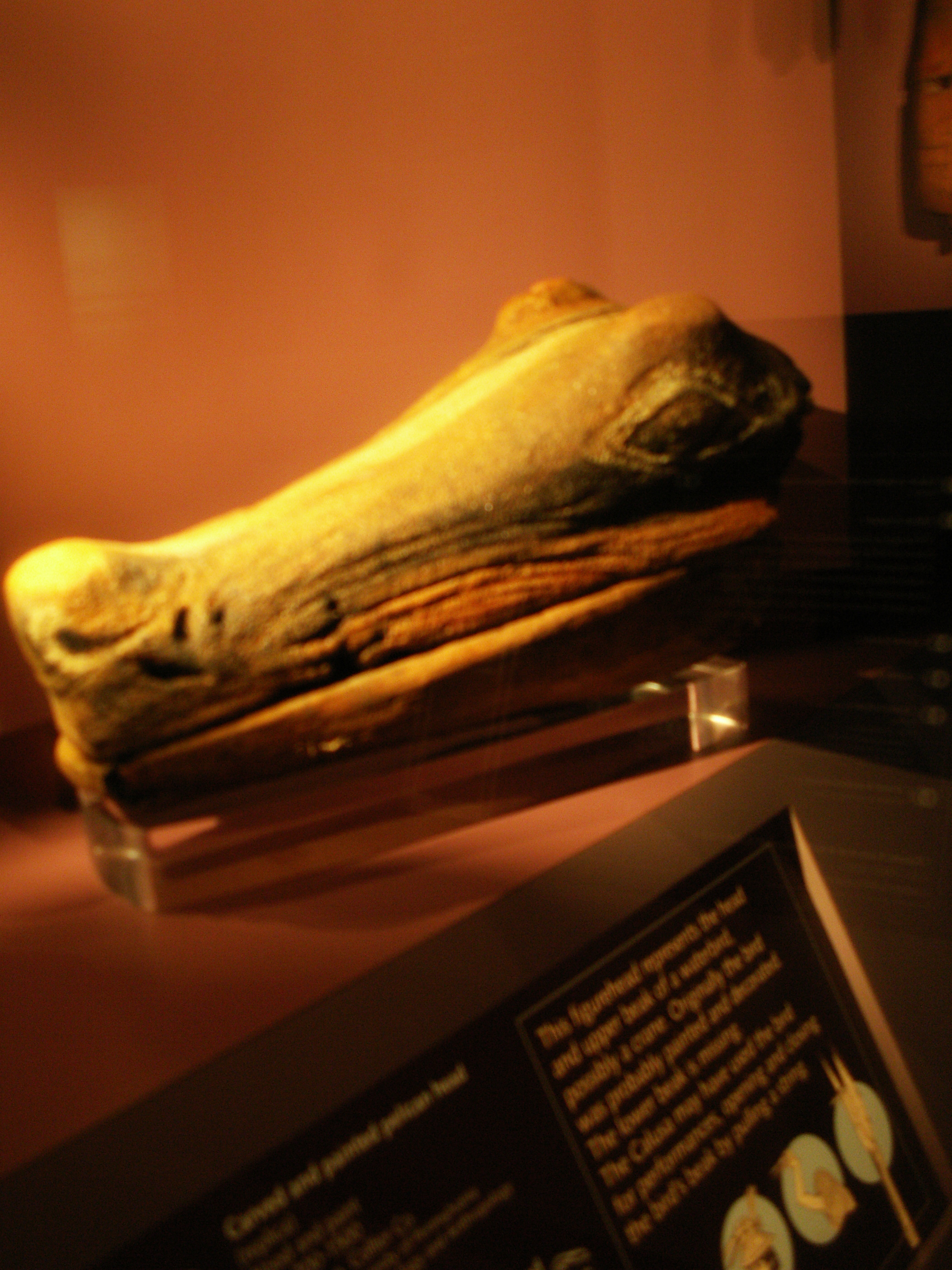
Una fusta tallada calusa del cap d'un al·ligàtor trobada a Key Marco en 1895, ara al Museu d'Història Natural de Florida

Fontaneda explicà a les seves memòries de 1571 que Carlos controlava cinquanta aldees situades a la costa oest de Florida, al voltant del llac Okeechobee (que ells anomenaven Mayaimi) i als Keys de Florida (que anomenaven Martires). Les tribus més petites d'ais i jaega que vivien a l'est del llac Okeechobee pagaven tributs regulars a Carlos. Els espanyols sospitaven que els calusa obtenien els tresors de naufragis i distribuïen l'or i la plata entre ais i jaega, quedant-se Carlos amb la majoria. El poble principal calusa i llar de Carlos, vorejava Estero Bay a l'actual Mound Key on el riu Caloosahatchee es troba amb el Golf de Mèxic. Fontaneda va descriure sacrificis humans com una pràctica habitual: quan el fill d'un cacic moria, cada resident donava un nen per a ser sacrificat, i quan el cacic moria, els seus servents eren sacrificats per unir-se a ell. Cada any un cristià havia de ser sacrificat per apaivagar un ídol calusa. La construcció de monticles de petxines de diferents mides i formes també era d'importància espiritual per al calusa. En 1895 Frank Hamilton Cushing va excavar un monticle de petxines massiu a Key Marco que es componia de diverses terrasses construïdes centenars de metres de llarg. Cushing desenterrat més de mil artefactes calusa. Entre ells va descobrir eines fetes d'os i petxina, ceràmica, ossos humans, màscares i escultures d'animals de fusta.
El Calusa, igual que els seus predecessors, eren caçadors-recol·lectors que vivien de la caça menor, pescas, tortugues, caimans, crustacis, i diverses plantes. Usaven poc la pedra calcària de la zona i van fer la major part de les seves eines d'os o dents, encara que també s'han trobar canyes afilades. Les armes consistien en arcs i fletxes, atlatls  i llances. La majoria dels llogarets estaven situats a les desembocadures dels rius o a les illes principals. Van utilitzar canoes per al transport, com ho demostra els cloïssers al voltant dels Everglades on hi ha senaals d'aparcament de canoes. Les tribus del Sud de la Florida sovint travessaven els Everglades en canoa, però poques vegades hi vivien. Els viatges en canoa a Cuba també eren habituals.
Les viles calusa sovint tenien més de 200 habitants, i llur societat era organitzada en una jerarquia. A part del cacic, altres estrats incloïen sacerdots i guerrers. Els llaços familiars van promoure la jerarquia, i el matrimoni entre germans era comú entre l'elit. Fontaneda va escriure: «Aquests indis no tenen ni or, ni plata, i menys roba, van nus a excepció d'alguns draps a les natges teixits de palmes, amb la qual es cobreixen els homes; .. Les dones ho fan amb certa herba que creix en els arbres. Aquest l'herba es veu com la llana, tot i que és diferent d'ella». Només es descriu una instància d'estructures: Carlos es va reunir amb Menéndez en una casa gran amb finestres i espai per a més de mil persones.
Els espanyols trobaven Carlos incontrolable, ja que els seus sacerdots i els calusa lluitaven gairebé constantment. Carlos va morir quan un soldat espanyol li va disparar amb una ballesta. Després de la mort del cacic Carlos, el lideratge de la societat passa a dos cacics que van ser capturats i assassinats pels espanyols. El nombre estimat dels calusa al principi de l'ocupació espanyola variava de 4.000 a 7.000 individus. La societat va patir un declivi del poder i de població després de Carlos; pel 1697 es va estimar el seu nombre en uns 1.000. A principis del segle xviii els calusa van ser atacats pels yamasee del nord. Molts va demanar ser traslladats a Cuba, on gairebé 200 van morir de malalties. Alguns d'aquests més tard es van traslladar novament a Florida, i els restants poden haver estat finalment assimilats a la cultura seminola que es va desenvolupar durant el segle xviii.

## Tekesta
En segon lloc en potència i nombre als calusa al sud de Florida van ser els tekesta (també anomenats tequesta, tequeste i tegesta). Van ocupar la part sud-est més baixa de la península en els actuals comtats de Dade i Broward. És possible que haguessin estat controlats pels calusa, però a vegades es negaren a complir els acords de comptes amb el cacic calusa van donar lloc a guerres. Com els calusa, rara vegada vivien als Everglades, però van trobar habitables les praderies costaneres i les terres rocalloses del sud de Florida a l'est dels pantans d'aigua dolça. Cap al nord, el seu territori va ser confinat pels ais i jaega. Igual que els calusa, la societat tequesta se centra en les desembocadures dels rius. El seu poble principal va ser probablement al riu de Miami o riu Little. Un gran monticle de cloïsses al riu Little marca on un poble s'havia aixecat. Encara que poc queda de la societat tekesta, un lloc d'importància arqueològica anomenat Miami Circle va ser descobert el 1998 al centre de Miami. Poden ser les restes d'una estructura tekesta. El seu significat encara no s'ha determinat, encara que els arqueòlegs i antropòlegs continuen estudiant-lo.

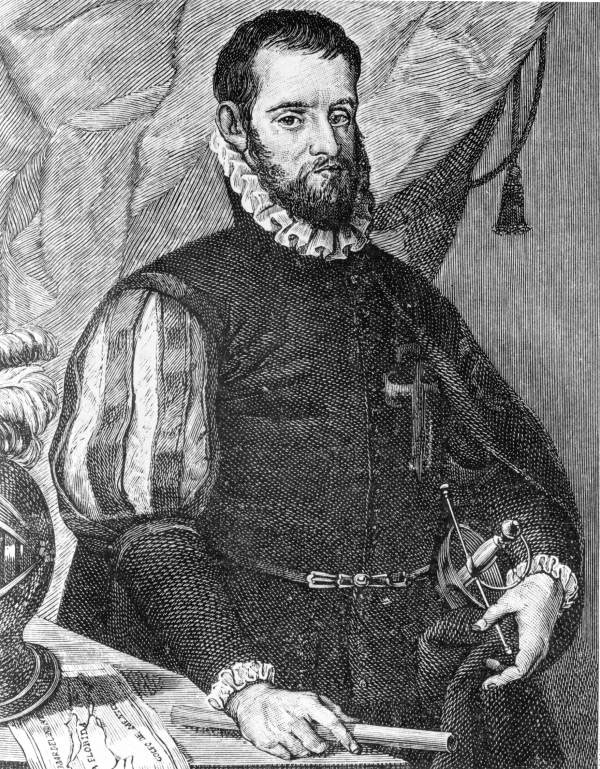
Pedro Menéndez de Avilés mantingué una relació amistosa amb els tekesta.

Els espanyols van descriure els tekesta com a força temuts pels seus mariners, que sospitaven que els nadius torturaven i mataven els supervivents de naufragis. Els sacerdots espanyols van escriure que els tekesta practicaven el sacrifici de nens per celebrar l'ocasió de fer la pau amb una tribu amb la qual havien estat lluitant. Igual que els calusa, el tekesta caçaven caça menor, però depenien més de les arrels i menys dels mariscs en les seves dietes. No practicaven l'agricultura de conreu. Eren experts canoistes i caçaven en mar obert el que Fontaneda descriu com a balenes, però probablement eren manatís. Llaçaven els manatís i els clavaven una estaca a través dels musells.
El primer contacte amb els exploradors espanyols es va produir en 1513, quan Juan Ponce de León es va aturar en una badia que va anomenar Chequescha, o badia Biscayne. Com que trobà els tekesta poc acollidors, va contactar amb els Calusa. Menéndez es va reunir els tekesta en 1565 i va mantenir una relació d'amistat amb ells, va construir algunes cases i va crear una missió. També va dur el nebot del cap de l'Havana per ser educat, i el germà del cap a Espanya. Després de la visita de Menéndez hi ha pocs registres dels tekesta: una referència a ells en 1673, i més contacte espanyol per convertir-los. L'última referència als tekesta durant la seva existència va ser escrit en 1743 per un sacerdot espanyol anomenat Pare Alaña, qui va descriure l'assalt per una altra tribu. Els supervivents només eren 30, i els espanyols els van transportar a l'Havana. En 1770 un agrimensor britànic va descriure diversos pobles abandonats de la regió on havien viscut els tekesta havia viscut. L'arqueòleg John Goggin va suggerir que els euroamericans es van establir a la zona en 1820, i que els successors dels tekesta van ser assimilats als seminola. Les descripcions comunes dels nadius americans a Florida pel 1820 identificaven només els «Seminoles».

## Seminola

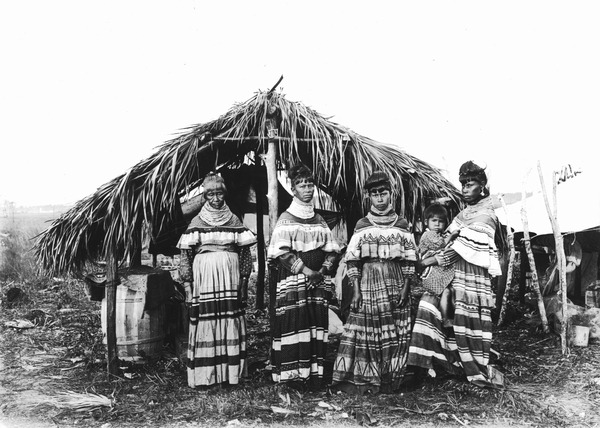
Família seminola de Cypress Tiger en 1916

Després de la desaparició dels calusa i tekesta, els nadius americans al sud de Florida van ser referits com a «indis espanyols» en la dècada de 1740, probablement a causa de les seves relacions més amistoses amb Espanya. Entre la derrota espanyola a la Guerra dels Set Anys el 1763 i el final de la Guerra de la independència dels Estats Units en 1783, el Regne Unit va governar Florida. El primer ús conegut del terme «Seminolie» és d'un agent indi britànic en un document amb data de 1771. Els inicis de la tribu són vagues, però els registres mostren que els creek van envair la península de Florida, conquistaren i assimilaren el que quedava de les societats precolombines en la Confederació Creek. La barreja de cultures és evident en les influències lingüístiques presents entre els seminoles: diverses llengües muskogi, en particular mikasuki, i muskogi, així com timucua. Al segle xix un agent indi va descriure els seminoles d'aquesta manera: «La paraula seminola significa fugitiu ... aplicable a tots els indis en el territori de la Florida, ja que tots ells van fugir ... dels creek». Lingüísticament, el terme Seminols ve de les paraules xreek Sua (Déu Sol), ma (mare, encara que en aquesta connotació és pejorativa), i ol (persones) que significa ‘la gent a qui el Déu Sol no estima’, o ‘maleïts’.

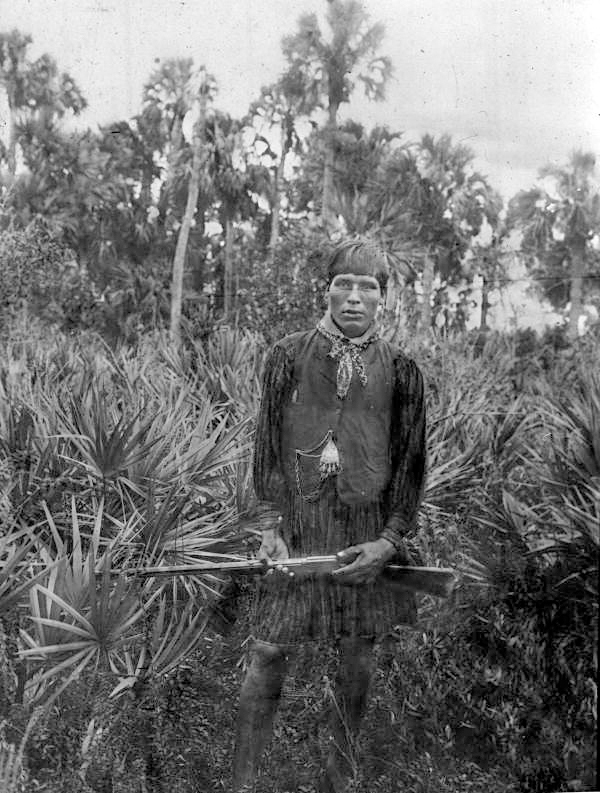
Seminola a Charlie Cypress, en 1900, a la seva llar als Everglades.

Els creeks, centrat en l'actual Alabama i Geòrgia, eren coneguts per incorporar tribus conquistades a la seva confederació. Alguns africans escapats de l'esclavitud de Carolina del Sud i Geòrgia van fugir a Florida, atrets per les promeses espanyoles de llibertat en el cas de convertir-se al catolicisme. I van trobar el seu camí en la tribu. Els seminoles s'assentaren originàriament en la porció septentrional del territori, però el Tractat de Moultrie Creek de 1823 els va forçar a viure en una reserva índia de 20.000 km² al nord del llac Okeechobee. Aviat es van estendre més al sud, on sumaven aproximadament 300 a la regió dels Everglades, incloent bandes de miccosukees, una tribu similar que parlava una llengua diferent i vivia al Big Cypress. A diferència dels calusa i tekesta, els seminoles depenien més de l'agricultura i tenien animals domèstics. Caçaven per a menjar, i comerciaven amb els colons euroamericans. Vivien en estructures anomenades chickees, barraques amb sostre de palla de palma oberta pels costats, probablement adaptat dels calusa.
En 1817 Andrew Jackson va envair la Florida per accelerar la seva annexió als Estats Units en el que es va convertir en la Primera Guerra Seminola. Després que Florida es va convertir en territori i augmentés l'assentament, els conflictes entre colons i els seminoles es van fer més freqüents. La Segona Guerra Seminola (1835-1842) va donar lloc al desplaçament o assassinat de gairebé 4.000 seminoles de Florida. Les Guerres Seminola van empènyer als indis més cap al sud i cap als Everglades. Els que no trobaren refugi als Everglades van ser deportats a Territori Indi d'Oklahoma.
La Tercera Guerra Seminola va durar de 1855 a 1859 Durant el seu curs, 20 seminoles van morir i 240 van ser traslladats. Pel 1913 els seminoles als Everglades no sumaven més de 325. Havien construït viles a la zona rocallosa del sud de Florida, illes d'arbres de fusta dura que es van formar als rius o als boscos de pi. La dieta seminola consistia en nixtamal i arrels de coontie, peixos, tortugues, carn de cérvol i caça menor. Les viles no eren grans a causa de la grandària limitada de les hamaques, que de mitjana fan entre un i 10 acres (40.000 m²). Al centre del llogaret hi ha una casa cuina, i l'estructura més gran estava reservada com a menjador. Quan els seminoles vivien al nord de Florida portaven roba de pell d'animal similar als seus predecessors creek. La calor i la humitat dels Everglades van influir en la seva adaptació d'un estil diferent de vestir. Els seminoles substituiran els seus pesants pantalons de pell amb roba d'un únic percal feta de cotó lleuger o de seda per a les ocasions més formals.
Les Guerres Seminola van augmentar la presència militar dels Estats Units als Everglades, el que es va traduir en l'exploració i la cartografia de moltes regions que no havien estat prèviament registrades. Els funcionaris militars que havien fet la cartografia i els mapes dels Everglades foren abordats per Thomas Buckingham Smith en 1848 per consultar sobre la viabilitat del drenar la regió per a l'ús agrícola. Entre el final de la Tercera Guerra Seminola i 1930, la tribu va viure en un aïllament relatiu.
La construcció del Camí de Tamiami de 1928 a 1930, una carretera que connecta Tampa a Miami amb bisectriu pels Everglades, va portar un flux constant de gent blanca a territori seminola que van alterar les formes tradicionals de vida. Els seminoles van començar a treballar en granges locals, ranxos i tendes de souvenirs. Netejaven la terra per a la ciutat d'Everglades, i «eren els millors bombers que [ Servei del Parc Nacional ] podrien reclutar» quan el Parc Nacional Everglades es va incendiar en temps de sequera. Quan les àrees metropolitanes del sud de Florida van començar a créixer els seminoles es va associar estretament amb els Everglades, buscant al mateix temps la privacitat i servir com a atracció turística, lluita d'al·ligàtors i venda d'artesania. Des de 2008 hi ha sis reserves seminoles a tota Florida que compten amb casinos que finances les activitats de la tribu.